# Rantsila
Rantsila là một đô thị của Phần Lan.
Đô thị này nằm ở tỉnh Oulu trong vùng Bắc Ostrobothnia. Đô thị này có dân số 2.020 người (30/6/2008) với diện tích là 746,64 km² trong đó có 14,41 km² là diện tích mặt nước. Mật độ dân số là 2,76 người trên mỗi km².
Đô thị này chỉ sử dụng tiếng Phần Lan. Đô thị này trước đây có tên là "Frantsila" trong các tài liệu tiếng Thụy Điển nhưng ngày nay lại có tên "Rantsila" trong tiếng Thụy Điển.
Trong cuộc chiến tranh Phần Lan (1808–1809), một cuộc chiến mà Phần Lan phải nhượng địa cho đế quốc Nga, trận cuối cùng ở Phần Lan diễn ra ở làng Kerälä của Rantsila giữa quân Nga và quân Thụy Điển-Phần Lan. Tướng J.A. Sandels có lẽ là vị chỉ huy được kính trọng nhất của quân Phần Lan. Để tướng nhớ ông, người ta đã dựng tượng ông ở trung tâm Rantsila vào năm 1989.
Đô thị này sẽ được hợp nhất với Kestilä, Piippola và Pulkkila ngày 1 tháng 1 năm 2009 để lập đô thị mới Siikalatva.
Rantsila cũng nổi tiếng với các ban nhạc heavy metal như Hater, Hamarapuoli và Kolera.